# Onavas (kommun i Mexiko)
Onavas är en kommun i Mexiko.   Den ligger i delstaten Sonora, i den nordvästra delen av landet, 1 500 km nordväst om huvudstaden Mexico City.
Följande samhällen finns i Onavas:
- Onabas